# Alberto Esteban Panzano
Alberto Esteban Panzano (6 de enero de 1943) es un atleta aragonés actualmente retirado que estaba especializado en las carreras de medio fondo.

## Trayectoria
Fue campeón de España de 800 metros lisos en 1964, 1965 y 1966.
En el año 1962 fue subcampeón en los 800 m lisos y en los 1500 después de Tomás Barris que fue campeón en las dos pruebas.
En la actualidad[¿cuándo?] tiene el récord de Aragón de 800 metros lisos desde el año 1966, siendo el récord de Aragón más antiguo en vigor.